# Gmina Sadlinki
Die Gmina Sadlinki ist eine Landgemeinde im Powiat Kwidzyński der polnischen Woiwodschaft Pommern. Ihr Sitz befindet sich im gleichnamigen Dorf Sadlinki (deutsch Sedlinen).

## Geographische Lage
Die Landgemeinde liegt im ehemaligen Westpreußen, etwa fünf Kilometer südlich von Kwidzyn (Marienwerder) und 75 Kilometer südlich von Danzig.

## Gliederung
Zur Landgemeinde (gmina wiejska) Sadlinki gehören 13 Dörfer (deutsche Namen, amtlich bis 1945) mit einem Schulzenamt (sołectwo):
- Białki (Bialken)
- Bronisławowo (Schinkenberg)
- Glina (Stangendorf)
- Grabowo (Grabau)
- Kaniczki (Kanitzken,  1938–1945 Kunkenau)
- Karpiny (Treugenkohl)
- Nebrowo Małe (Klein Nebrau)
- Nebrowo Wielkie (Groß Nebrau)
- Okrągła Łąka (Rundewiese)
- Olszanica (Ellerwalde)
- Rusinowo (Russenau, 1938–1945 Reussenau)
- Sadlinki (Sedlinen)
- Wiśliny (Weichselburg)